# Beffia
Beffia település Franciaországban, Jura megyében. Lakosainak száma 83 fő (2022. január 1.). Beffia Reithouse, Chavéria, Moutonne, Rothonay és La Chailleuse községekkel határos.

## Népesség
A település népességének változása:
| Lakosok száma | 75   | 65   | 72   | 87   | 74   | 74   | 77   | 81   | 78   | 83   |
|               | 1968 | 1982 | 1990 | 2006 | 2013 | 2015 | 2017 | 2019 | 2020 | 2022 |